# 이싸빅
이싸빅(李싸빅, 1973년 5월 29일 ~ )은 크로아티아계 대한민국 축구 선수로, 유고슬라비아 사회주의 연방공화국 (현재 보스니아 헤르체고비나) 투즐라 출생이다. 크로아티아 1.HNL의 NK 카를로바츠에서 수비수로 선수 경력을 끝마치고 지금은 선수 에이전트로 새로운 축구 인생을 살아가고 있으며 특히 K리그에 동유럽 선수들을 많이 소개시켜주고 있으며 K리그 최고 외국인 선수인 데얀 다먀노비치의 에이전트를 맡고 있다.
1998년부터 2008년까지 K리그의 포항 스틸러스, 성남 일화 천마, 수원 삼성 블루윙즈, 전남 드래곤즈에서 활약하였으며, 2004년에는 대한민국으로 귀화를 하였다. K리그에서 활동할 당시에는 싸빅(Savic)이라는 이름으로 활약하였고, 귀화 이후 이싸빅이라는 이름을 사용하였다. 원래 이름은 야센코 사비토비치(크로아티아어: Jasenko Sabitović)였다. 그의 아버지는 보스니아인, 어머니는 크로아티아인이다.

## 축구인 경력

### 클럽 경력
크로아티아 리그의 NK 자그레브에서 선수 생활을 시작하였으며, 1998년 한국으로 건너와 포항 스틸러스에 입단하였다. 그 후, 성남 일화 천마와 수원 삼성 블루윙즈를 거치며 K리그에서 성공적인 모습을 보여주었고, 유창한 경상도 사투리로 한국팬들의 많은 사랑을 받았다. 크로아티아 대통령이 방한했을 때엔 그 자리에 배석하여 유창한 사투리로 노무현 대통령을 놀라게 한 일화도 유명하다.
2008년 1월 가나의 축구팀 하츠 오브 오크로 이적할 뻔했으나, 다시 K리그의 전남 드래곤즈로 이적하였다. 전남에서 방출된 이후 크로아티아의 NK 카를로바츠에 입단하였다.

### 국가대표 경력
크로아티아 U-21 축구 대표팀에서 활약하였으며 1996년 애틀랜타 올림픽 유럽 예선 경기에 출전하였다.